# Sivry-Courtry
Sivry-Courtry is een gemeente in het Franse departement Seine-et-Marne (regio Île-de-France) en telt 991 inwoners (2004). De plaats maakt deel uit van het arrondissement Melun.

## Geografie
De oppervlakte van Sivry-Courtry bedraagt 22,5 km², de bevolkingsdichtheid is 44,0 inwoners per km².
De onderstaande kaart toont de ligging van Sivry-Courtry met de belangrijkste infrastructuur en aangrenzende gemeenten.

## Demografie
Onderstaande figuur toont het verloop van het inwonertal (bron: INSEE-tellingen).